# Willi Taschenmacher
Willibald „Willi“ Taschenmacher (* 30. Dezember 1902 in Danzig; † 6. Dezember 1988 in Bad Godesberg) war ein deutscher Bodenkundler.

## Leben
Taschenmacher studierte seit 1924 Landwirtschaft an der Technischen Hochschule Danzig und promovierte dort 1929 bei Hermann Stremme mit der Dissertation Entwicklung der bodenkundlichen Gutskartierung und die Möglichkeiten ihrer praktischen Leistung. Mit dem Beispiel der Bodenaufnahme des Rittergutes Krzyzanki. Anschließend arbeitete er in der Finanzverwaltung des Freistaates Danzig, wo er sich weiterhin mit Fragen der Bodenkartierung und Bodenbewertung beschäftigte. Von 1934 bis 1937 war er Assistent bei Emil Woermann am Institut für landwirtschaftliche Betriebslehre der Universität Halle. Während dieser Zeit schrieb er auf Anregung des Pflanzenbauwissenschaftlers Ernst Klapp das Buch Grundriß einer deutschen Feldbodenkunde. In diesem 1937 veröffentlichten Werk hat er auf originelle Weise neue Erkenntnisse über die Standorteigenschaften landwirtschaftlicher Kulturpflanzen herausgearbeitet.
Nach mehrjähriger Tätigkeit bei der Landesplanungsstelle in Münster wurde Willi Taschenmacher 1942 Mitarbeiter von Walter Rothkegel im Referat Bodenschätzung des Reichsfinanzministeriums in Berlin. Nach 1945 war er zunächst als Privatgelehrter tätig. Von 1952 bis 1968 arbeitete er im Bundesfinanzministerium. Zuletzt leitete er als Ministerialrat das Referat Bewertung der Landwirtschaft, des Gartenbaus und der Forsten. Während dieser Zeit veröffentlichte er noch zahlreiche Beiträge zur Bodenklassifizierung und Bodenkartierung.

## Schriften
- Entwicklung der Bodenkartierung landwirtschaftlicher Betriebe und die Möglichkeiten ihrer praktischen Leistung. Mit dem Beispiel der Bodenaufnahme des Rittergutes Kryzanki. Dissertation. Weg, Leipzig 1930.
- mit Heinrich Herzog: Bodenbewertung (= Berichte über Landwirtschaft. Sonderheft; N.F., 63). Parey, Berlin 1932.
- Grundriß einer deutschen Feldbodenkunde. Entstehung, Merkmale und Eigenschaften der Böden Deutschlands, ihre Untersuchung, Kartierung und Abschätzung im Felde und ihre Eignung für den Anbau landwirtschaftlicher Kulturpflanzen (= Schriften über neuzeitlichen Landbau. H. 8). Ulmer, Stuttgart 1937.
- Die Böden des Südergebirges (= Spieker: Landeskundliche Beiträge und Berichte. H. 6). Herausgegeben von der Geographischen Kommission, Münster/Westfalen 1955.